# Andy Hoepelman
Ilja Mohandas „Andy” Hoepelman (ur. 26 marca 1955 w Hilversum) – holenderski piłkarz wodny. Zdobywca brązowego medalu na Letnich Igrzyskach Olimpijskich w Montrealu.

## Kariera medyczna
Od 1978 jest doktorem medycyny uniwersytetu w Utrechcie. W 1998 roku otrzymał tytuł profesora.